# انزو دی سانتانتونیو
انزو دی سانتانتونیو (انگلیسی: Enzo Di Santantonio؛ زادهٔ ۱۱ ژوئیهٔ ۱۹۹۵) بازیکن فوتبال اهل فرانسه است.
از باشگاه‌هایی که در آن بازی کرده‌است می‌توان به باشگاه فوتبال برشا اشاره کرد.